# Никола Стайков
Никола Стайков-Толето е бивш футболист, нападател на Славия (1925 – 1937) и националния отбор (1926 – 1936 г.).
Трикратен шампион и носител на купата на страната (1928, 1930 и 1936 г.).
За националния отбор има 29 мача и 12 гола. Носител на Балканската купа през 1932 г. в Белград. Футболист с подчертани нападателни качества, като дясно крило е бърз, пробивен, с точен удар, старателен в самоподготовката. След състезателната дейност е треньор, курсист в първата „Държавна треньорска школа“ (1948 г.).